# Sober (canção de Demi Lovato)
"Sober'" é uma canção da cantora norte-americana Demi Lovato. O seu lançamento ocorreu a 21 de junho de 2018 através da Island, Hollywood e Safehouse Records. Composta pela própria, juntamente com Mark Landon, Tushar Apte, Sam Romans, a letra revela a sua recaída após seis anos livre dos problemas que enfrentou com álcool e uso de estupefacientes. A primeira atuação ao vivo do tema foi no decorrer do festival Rock in Rio, em Lisboa, a 24 de junho de 2018.

## Faixas e formatos
| Descarga digital |         |         |  |
| N.º              | Título  | Duração |  |
| 1.               | "Sober" | 3:17    |  |

## Desempenho nas tabelas musicais

### Posições
| Tabela musical (2018)                    | Melhor posição |
| ---------------------------------------- | -------------- |
| Austrália - ARIA Singles Chart           | 50             |
| Canadá - Canadian Hot 100                | 54             |
| Escócia - Scottish Singles Chart         | 24             |
| Estados Unidos - Billboard Hot 100       | 58             |
| França - SNEP                            | 1              |
| Hungria - Single Top 40                  | 20             |
| Irlanda - Top 100 Singles                | 82             |
| Nova Zelândia - Heatseekers Singles      | 1              |
| Portugal - AFP                           | 29             |
| Reino Unido - UK Singles Downloads Chart | 63             |
| Suécia - Sverigetopplistan               | 90             |
| Suíça - Schweizer Hitparade              | 61             |